# Толстоголовка мелотида
Толстоголовка мелотида (лат. Pyrgus melotis) — бабочка из семейства толстоголовок. Длина переднего крыла 11 — 14 мм.

## Этимология названия

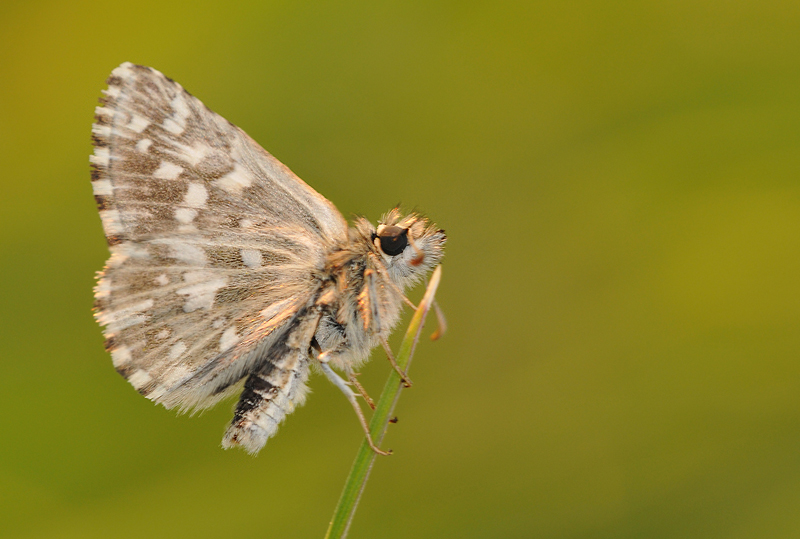
Нижняя сторона крыльев

Мелотида (греческая мифология) — дочь Мелоса, делосца, товарища Адониса (melos — яблоко).

## Ареал
Турция, Израиль, Ливан, Иордания, Сирия, Ирак, Россия (Большой Кавказ), страны Закавказья.
Бабочки населяют разнотравные, хорошо увлажненные луга, преимущественно в субальпийском поясе. На Кавказе вид населяет пойменные луга в предгорьях, опушки лесов, горные склоны с зарослями кустарников, разнотравной растительностью на высотах до 2500—2700 м над уровнем моря. В Предкавказье бабочки встречаются в сухих луговых участках по склонам гор. На черноморском побережье Краснодарского края бабочки часто летают в зоне приморских лугов.

## Замечания по систематике
На Кавказе и в Закавказье обитает подвид P. melotis ponticus Reverdin, 1914, который отличается от номинативного заметным развитием белого рисунка и коричневатым или зеленоватым фоном испода задних крыльев.

## Биология
Развивается в двух — трех поколениях за год., Время лёта первого поколения: в апреле — июне, а второго: в июле — сентябре. В высокогорьях и на Северном Кавказе за год развивается одно поколение с периодом лёта в июне — августе (иногда в августе в данных местностях появляются бабочки второго поколения). Редкий вид в субальпийском поясе, где встречается единичными экземплярами. Самцы часто сидят на увлажненных участках дорог, прогретых камнях, стеблях злаков. Изредка наблюдаются бабочки, питающиеся на цветках горца. Гусеницы в своем развитии проходят пять возрастов. Кормовое растение гусениц — малина, лапчатка прямая (Potentilla recta), репейничк аптечный (Agrimonia eupatoria) и земляника (Fragaria sp.). Развитие гусениц идет относительно медленно. От откладывания яйца до окукливания проходит около двух месяцев. Окукливаются внутри сплетенных шелковиной листьях кормовых растений. Зимуют куколки.